# حاتم (إربد)
حاتم بلدة تقع في الشمال الغربي لمدينة إربد الأردنية على بعد 16 كم. تتبع إداریاً للواء بني كنانة أحد ألویة محافظة إربد. 

## التاريخ والتسمية
تعني كلمة حاتم: أقصى الشيء، أو طرفه الأخیر، وتعني حاتم بالعربیة: حاكم، وحتم بالشيء: قضى به. وجذر الكلمة الآرامي: حتم وكذلك العربي والعبري: أي اختتم أو أنھى أو أغلق، ویفید المعنى: الوصول إلى مبتغى الأمر ومنتھاه.
وقد ورد في المخطوطات العثمانیة (حاطم) بالطاء. وورد فیھا أیضاً أنھا مزرعة ولیست قریة. كما ورد اسمھا بالخاء المعجمة (خاطم). وأضیف اسمھا كمزرعة إلى الملك، حیث وردت في بعض المخطوطات العثمانیة باسم (مزرعة خاطم الملك)، و(مزرعة حاطمة الملك). 
یرجع تاریخ بلدة حاتم إلى آلاف السنین، ومن المناطق التاریخیة فیھا: منطقة الخربة، وھي منطقة قدیمة كانت مأھولة أیام الرومان، وتوجد فیھا قبور وآثار رومانیة، ومن مناطقھا أیضاً: الرقة، والحرة، والرأس، والبیرق، والخوانیق، .وكوخ أبي العبد وتوجد في بلدة حاتم عیون ماء عدیدة، ھي: الصادف، وسارة، والحمود، والقصیر، وحاتم. وقد ظلت عامرة حتى عام 1523م، حيث وجد في ذلك العام أدلة تشير إلى أن سكانھا قد ھجروھا وسكنوا في غیرھا من القرى، إلا أنھم ظلوا یزرعون أراضیھم فیھا. وكان سكانھا الذین نزحوا عنھا یشكلون ثماني عشرة أسرة، أي حوالي 80-90 نسمة في ذلك الوقت. 

## الموقع والسكان
تقع بلدة حاتم على ارتفاع 500 متر فوق مستوى سطح البحر . يحدها من الشرق: سما ویحدھا من الشمال: إربد، وسمر، وكفرسوم، ومن الجنوب: مدینة إربد، ومن الغرب: ملكا ومن الشرق سما الروسان وكفر جایز. بلغ عدد سكانها 9427 نسمة وذلك وفقا لإحصاء سنة 2015. 
يعمل سكان قرية حاتم بالزراعة وخاصة زراعة الزيتون والتين والعنب . ويوجد في البلدة 4 مدارس أثنتان للذكور واثنتان للإناث وفيها ثلاث مساجد أكبرهم مسجد القادسية وفيها مركز صحي شامل. 